# Im Gräfenbrühl
Koordinaten: 49° 52′ 8″ N, 7° 34′ 9″ O
Das Naturschutzgebiet Im Gräfenbrühl liegt im Landkreis Bad Kreuznach in Rheinland-Pfalz. Das 5,6 ha große Gebiet, das im Jahr 1991 unter Naturschutz gestellt wurde, erstreckt sich nordwestlich von Pferdsfeld, das zur Stadt Bad Sobernheim gehört. Am südlichen Rand des Gebietes verläuft die Landesstraße L 229.
Schutzzweck ist die Erhaltung und Entwicklung des Gebietes
- als Standort seltener in ihrem Bestand bedrohter wildwachsender Pflanzen und Pflanzengesellschaften, insbesondere von Borstgrasrasen, Orchideenvorkommen und wechselfeuchten Magerwiesen
- als Lebensraum bestandsbedrohter Tierarten
- aus wissenschaftlichen Gründen